# 민니 (가수)
민니(태국어: มินนี่, 본명: 니차 욘따라락, 태국어: ณิชา ยนตรรักษ์, 1997년 10월 23일~)는 대한민국에서 활동하는 태국의 가수로 걸그룹 아이들의 메인보컬을 맡고 있다.

## 인생과 경력

### 1997년 ~ 2017년: 어린 시절과 그 이전
방콕에서 중국계 가정에서 막내딸로 태어났다. 쌍둥이 오빠 믹과 막을 두었으며, 어머니와 외숙모, 삼촌인 나이스 욘따라락은 피아노 연주자로 활동하는 등 음악에 연관된 환경에서 자랐다. 5살 때부터 피아노 연주를 1살 때부터 보컬 교육을 받았다. 와타나 위타야 아카데미를 졸업하고 정규 교육 과정을 마친 후 그래미 보컬 스튜디오에서 정식으로 음악 공부를 했다. 2014년에 대한민국의 연예 기획사인 큐브 엔터테인먼트가 주관하는 큐브스타 월드 오디션에 참가했고, 2015년에 오디션에 합격해 대한민국으로 건너가 큐브 엔터테인먼트의 연습생이 되었다.
2016년 3월 23일, 민니는 큐브 엔터테인먼트의 공식 인스타그램을 통해 공개되었다. 11월 5일 전소연의 공연에 출연했다. 언프리티 랩스타 3 콘서트의 ce stage. 2017년 6월, 미래의 (여자)아이들 멤버인 송우기, 슈화와 함께 라이징 스타 코스메틱 홍보 영상에 참여했다. 같은 해, 민니는 라인 프렌즈의 〈반짝 작은 별〉과 〈댄스 파티! – 어린이 영어 노래〉에 6곡의 피처링 기회를 얻었다.

### 2018~2019: (여자)아이들과 콜라보레이션으로 데뷔
2018년 5월 2일 미니앨범 《[I Am (G)I-dle EP)|》로 데뷔하였다.타이틀 곡 "라타타". 독특하고 매력적이며 진정성 있는 목소리로 호평을 받았다.
민니는 두 번째 앨범 《[I Made]》에서 작곡, 작사, 편곡에 참여했는데, 이 앨범은 《To Neverland》를 통해 처음 발매되었다. 자기 연출 뮤직비디오가 공개되었다. Minnie는 피아노로 곡을 만들고 작곡을 향상시키기 위해 [MIDi] 수업을 듣고 있다고 고백했다. (여자)아이들의 일본 데뷔 앨범 《[Latata(EP)|Latata]》의 〈For You〉를 작곡했다. 2019년 10월, (여자)아이들이 퀸덤(TV 시리즈)|에 참여했다.Mnet (TV 채널)의 Queendom Mnet 첫 번째 예선 무대에서 '라타타'에 대한 미니의 태국어 소개에 시청자들이 압도당하며, 한국과 태국의 시청자들로부터 좋은 반응을 얻었다. 세 번째 프리발라드 유닛 무대에서 미니는 (여자)아이들의 보컬 멤버를 대표한다. 그녀는 [AOA (그룹)|와 함께 무대를 공유했다.AOA의 신혜정|혜정이는 딘(남한 가수)의 "인스타그램"을 공연하고 있다. 무대는 참가자들이 가장 기대하는 유닛 무대로 뽑혔다. 또한 음악 차트를 재조명하며 대중들에게 인기를 끌었다., 미니는 중국계 호주인 유튜버인 [Wengie]와 콜라보레이션 곡 "[Empire (싱글 앨범)|"를 위해 팀을 구성했다고 발표했다.10월 18일 "엠파이어". "Empire"가 22위로 데뷔했다.빌보드 차트|[세계 디지털 송].

### 2020–현재: 연기 데뷔와 솔로 활동
2020년에는 FCM 우디니와 함께 《나는 대세다》와 《텅퉁》의 작사, 작곡에 참여했다. 〈I'm the Trend〉는 네버랜드를 위한 곡으로, 그녀의 그룹의 첫 온라인 콘서트에서 공개되었다. '텅텅(텅)'은 한때 충만했지만 공허해진 지친 마음의 감정을 표현한 감성적인 곡이다. 미니의 말을 통해 "이 노래는 외로움을 전달하기 때문에 많은 사람들이 공감해주길 바란다." (여자)아이들의 일본어 두 번째 연장극 '[[EP]|Oh My God]'용으로 발매되었다.
같은 해 9월, 민니는 넷플릭스의 시트콤 《So Not It》에서 신현승, 갓세븐의 최영재와 함께 연기 데뷔를 했다. 쇼는 다국적 기업을 중심으로 진행된다. 서울의 기숙사에서 함께 생활하는 학생들 미니는 한국 드라마를 사랑하는 장르에 정통한 태국 소녀인 그녀 자신의 소설화된 버전을 연기한다.
10월, 민니는 〈[위험한 아내]〉 사운드트랙의 일부로 〈Get away〉를 불렀고, 〈우리는 이미 사랑에 빠졌어〉는 조미연과 함께 불렀다. '트렌드 듀오'의 모든 타이틀은 '트렌드 듀오'의 배틀 센터가 될 것이다. 트렌드 세터와 아이돌 센터. 이 외에도 두 사람은 스타일링 비법, 다양한 의상, 쇼핑 팁, 영상 화보 '패션 필름' 등을 공개할 예정이다. 이 프로그램은 네이버 스타일 TV를 통해 10월 14일에 첫 방송되었다. 서울관광공사가 제작한 프로그램인 'lay Seoul'서울관광재단과 한국방송공사영향력 있는 K-스타들이 서울에서의 경험을 전세계 팬들과 실시간으로 공유할 수 있는 KBS. 이 쇼는 서울에서 코로나19 이후의 안전한 관광을 홍보하는 것을 목표로 한다. 송우기와 함께하는 미니유치는 카페와 식당을 위해 을지로와 이태원을 방문함으로써 서울의 유행하는 골목길을 소개했다.
2021년 미니가 공동 작곡한 곡 "[[문((여자)아이들)]|《달리아》는 1월 11일에 4번째 연장극 《[I Burn]》으로 발매되었다. 9월 23일 태국 래퍼들과 콜라보레이션 곡인 "Money Honey"에 피처링으로 참여했다. 노래는 돈이나 다른 어떤 재료로도 바꿀 수 없는 사랑에 관한 가사가 특징이다. 그것은 디지털 싱글로 발매되었다.

## 개인 생활
Minnie는 다국어를 구사한다. 그녀는 태국어를 포함한 여러 언어를 구사한다.
미니는 《[L'Officiel]》의 태국 2021년 6월호에서 첫 단독 잡지 표지를 장식했다. 그때부터 그녀는 Sudsapda의 표지를 장식하고 있다.

## 예술성

### 음악 스타일
사우스 차이나 모닝 포스트의 저널리스트 제이크 라우는 민니가 다재다능한 목소리를 가지고 있다고 언급했다: "그녀는 더 감정적인 노래와 어쿠스틱 렌디션을 할 때 부드럽고 숨쉬는 목소리로 노래한다." 그러나 lion과 같은 더 강력한 노래에서 민니는 강력한 고음을 낼 수 있다." 목소리 외에도, 그녀는 또한 많은 (여자)아이들의 뮤직 비디오에 등장하는 눈과 강한 시선으로 유명하다.

### 영향력
음악가 집안에서 자란 미니는 바네사 칼튼의 "A Thousand Miles" 뮤직비디오에서 피아노가 움직이는 동안 이 곡을 연주하기 시작하면서 음악가로서의 꿈에 불을 붙였다. 그녀는 "그 뮤직비디오를 본 이후로, 나는 내가 노래하고 피아노를 칠 것이라고 생각하기 시작했다. 나는 그런 예술가가 되어야 한다."
미니는 잡지 인터뷰를 통해 어린 시절부터 미국 가수 앨리샤 키스를 롤모델로 삼았다. 그녀는 어렸을 때 어머니와 함께 텔레비전을 많이 보곤 했으며, 2003년 키스의 히트곡 "If I'n't Got You"의 공연이 그녀에게 음악을 추구하도록 영감을 주었다고 설명했다. 그녀는 또한 오스트레일리아의 가수 트로이 시반, 태국의 가수 아피왓 우아타본숙, 미국의 가수 샬롯 로렌스를 그녀의 영감과 언젠가 그들과 협업하기를 희망한다고 언급했다.

### 작사
'헬로아시아'와의 인터뷰를 통해, 그녀는 자신의 이야기나 다른 사람들의 이야기나 영화에서 영감을 받는다고 밝혔다.

### 싱글
| 제목                                                                      | 연도               | 차트 위치          | 차트 위치          | 앨범                                    |
| 제목                                                                      | 연도               | KOR                | US World           | 앨범                                    |
| 제목                                                                      | 연도               | Gaon               | US World           | 앨범                                    |
| As featured artist                                                        | As featured artist | As featured artist | As featured artist | As featured artist                      |
| ------------------------------------------------------------------------- | ------------------ | ------------------ | ------------------ | --------------------------------------- |
| "Hot Summer" (Line Friends feat. Minnie)                                  | 2017               | —                  | —                  | Dance Party! – Children's English Songs |
| "Morning Sunrise" (LINE FRIENDS feat. Minnie)                             | 2017               | —                  | —                  | Dance Party! – Children's English Songs |
| "Dinosaur Song (Herbivore Ver.)" (LINE FRIENDS feat. Minnie)              | 2017               | —                  | —                  | Dance Party! – Children's English Songs |
| "The Brush Brush Song" (LINE FRIENDS feat. Minnie)                        | 2017               | —                  | —                  | Dance Party! – Children's English Songs |
| "Oats, Peas, Beans and Barley Grow" (LINE FRIENDS feat. Minnie)           | 2017               | —                  | —                  | Dance Party! – Children's English Songs |
| "Clap Concert" (LINE FRIENDS feat. Minnie)                                | 2017               | —                  | —                  | Dance Party! – Children's English Songs |
| "Empire" (Wengie feat. Minnie)                                            | 2019               | —                  | 22                 | Empire                                  |
| "Thief" (Heize feat. Minnie)                                              | 2022               | 199                | —                  | Undo                                    |
| Soundtrack appearances                                                    |                    |                    |                    |                                         |
| "Getaway"                                                                 | 2020               | —                  | —                  | My Dangerous Wife OST                   |
| "We Already Fell In Love" with Miyeon                                     | 2020               | —                  | —                  | Do Do Sol Sol La La Sol OST             |
| "Saying Hello"                                                            | 2022               | —                  | —                  | Link: Eat, Love, Kill OST               |
| "It Was All a Mistake"                                                    | 2022               | 발표 예정          | 발표 예정          | In the Novel OST                        |
| "—" denotes items that did not chart or were not released in that region. |                    |                    |                    |                                         |

## 포지션

### 보컬
```
* 
K-POP
 걸그룹 멤버 중 최초의 순수 외국인 메인보컬
이다. 팀 내 같은 포지션인 
미연
이 청량한 미성을 구사한다면 민니는 독특하고 부드러운 음색으로 포인트를 살리는 감성적인 보컬이다. 한국 음악시장에서 보기 힘든 몽환적인 톤과 발음을 주로 구사하며, 민니의 보이스는 
촉촉한 안개 속에 있는 기분이 든다
라는 감상이 많을 정도. 곡의 분위기를 만드는 데 결정적인 역할을 하며, 여타 그룹보다 독특하고 색다른 곡 색깔을 가진 
(여자)아이들
에서 없어서는 안 될 보컬. 또한 소위 말하는 쨍한 보컬도 수준급으로 구사하며
[
35
]
 귀엽고 따뜻한 톤도 사용할 수 있다는 것 역시 강점이다. 곡의 무드가 어떤 스타일이든 찰떡같이 소화해내는 능력을 갖춘 올라운더 보컬.
[
36
]
```

## 음반

### EP
- 2025년 1월 21일 《HER》

## 음반 외 활동
- 2021년 6월 넷플릭스에서 방영된 시트콤 드라마인 《내일 지구가 망해버렸으면 좋겠어》에 주연으로 출연했다.
- 2022년에는 장기하, 이용진, 마츠다 아키히로, 그렉, 파트리샤 욤비, 스테파니 미초바, 파비앙 코르비노와 함께 여기어때 광고에 출연했다.

## 수상 목록

### 가요 프로그램 1위
| 연도            | 수상 내역 (총 1회)                                      |
| --------------- | ------------------------------------------------------- |
| 2025년 (총 1회) | - HER (총 1회) - 1월 31일 KBS2 《뮤직뱅크》 K-Chart 1위 |

## 시상식
- 2025년 한터뮤직어워즈 더 모스트 프라임 솔로상